# Екатерина Каравелова (нос)
Вижте пояснителната страница за други значения на Екатерина Каравелова.
Екатерина Каравелова (на английски: Karavelova Point) е морски нос в Антарктика.
Намира се от южната страна на входа в залива Листър на североизточния бряг на полуостров Варна, остров Ливингстън, вдаващ се 350 m в протока Макфарлън. Разположен е на 2,1 km южно от нос Поморие, 7 km югоизточно от нос Уилямс, 6,65 km североизточно от връх Мизия и 3,6 km северозападно от нос Инот.
Наименуван е на българската преводачка, публицистка и активистка на женското движение Екатерина Каравелова (1860 – 1947). Името е официално дадено на 11 април 2005 г. от Комисията по антарктическите наименования, след като е официално утвърдено от президента на Републиката съгласно Българската конституция и установената международна практика.

## Карти
- L.L. Ivanov et al, Antarctica: Livingston Island, South Shetland Islands (from English Strait to Morton Strait, with illustrations and ice-cover distribution), 1:100000 scale topographic map, Antarctic Place-names Commission of Bulgaria, Sofia, 2005
- Л. Иванов. Антарктика: Остров Ливингстън и острови Гринуич, Робърт, Сноу и Смит. Топографска карта в мащаб 1:120000. Троян: Фондация Манфред Вьорнер, 2009. ISBN 978-954-92032-4-0
- Л. Иванов. Карта на остров Ливингстън. В: Иванов, Л. и Н. Иванова. Антарктика: Природа, история, усвояване, географски имена и българско участие. София: Фондация Манфред Вьорнер, 2014. с. 18 – 19. ISBN 978-619-90008-1-6